# 约翰·帕克 (水球运动员)
约翰·帕克（英語：John Parker，1946年9月13日—），美国男子水球运动员。他曾代表美国国家队参加1968年和1972年夏季奥林匹克运动会水球比赛，其中1972年奥运会获得一枚铜牌。